# Fred Frith

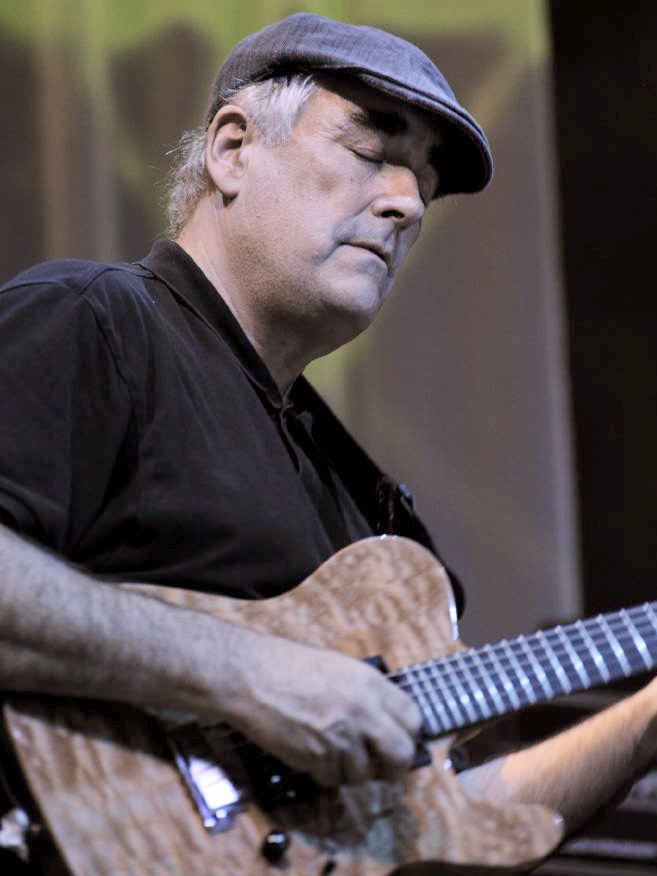
Fred Frith beim Moers Festival 2010

Jeremy Webster “Fred” Frith (* 17. Februar 1949 in Heathfield, East Sussex) ist ein britischer Komponist, Improvisator, Multi-Instrumentalist (Gitarre, Violine, Bassgitarre, Third-Bridge-Gitarre, Klavier, Xylophon, Stimme) und Hochschullehrer.

## Leben und Wirken
Frith begann als Teil einer sehr musikalischen Familie im Alter von fünf Jahren mit dem Violinspiel; später kamen das Klavierspiel und mit 13 Jahren die Gitarre hinzu. Als Jugendlicher coverte er Beatmusik, aber auch Bluesrock. Während seiner Studienzeit in Cambridge wurden die Genregrenzen zu eng für ihn: Er reicherte Rock mit klassischer, osteuropäischer und asiatischer Musik an und reizte die Spielmöglichkeiten auf der Gitarre durch Verfremdungen aus. Mit seinem Kommilitonen, dem Saxophonisten Tim Hodgkinson, gründete er 1968 die Artrock-Band Henry Cow.
Nach der Auflösung der Band 1979 schloss er sich den Art Bears an, spielte aber auch mit so unterschiedlichen Avantgarde-Persönlichkeiten wie John Zorn, Bill Laswell, Brian Eno, Mike Oldfield, Aki Takase, Ikue Mori, Louis Sclavis, Bob Ostertag, den Free-Jazz-Musikern Peter Kowald, Sonny Sharrock und Peter Brötzmann oder dem Folkrockgitarristen Richard Thompson. Frith gründete verschiedenartige Formationen wie Massacre (mit Bill Laswell und Charles Hayward) oder Skeleton Crew (mit Tom Cora und Zeena Parkins). Weiter arbeitete er zusammen mit Robert Wyatt, Sally Potter, Half Japanese, Lindsay Cooper, The Residents, Amy Denio, Attwenger, Jean-Pierre Drouet, Evelyn Glennie, Heiner Goebbels, Yo-Yo Ma und Susana Santos Silva (Laying Demons to Rest, 2022). Außerdem produzierte er Alben für The Orthotonics, David Moss, Tenko, Etron Fou Leloublan und V-Effect. 2012 war er an dem Projekt ROVA Channeling Coltrane (Electric Ascension + Cleaning the Mirror, 2016) beteiligt.

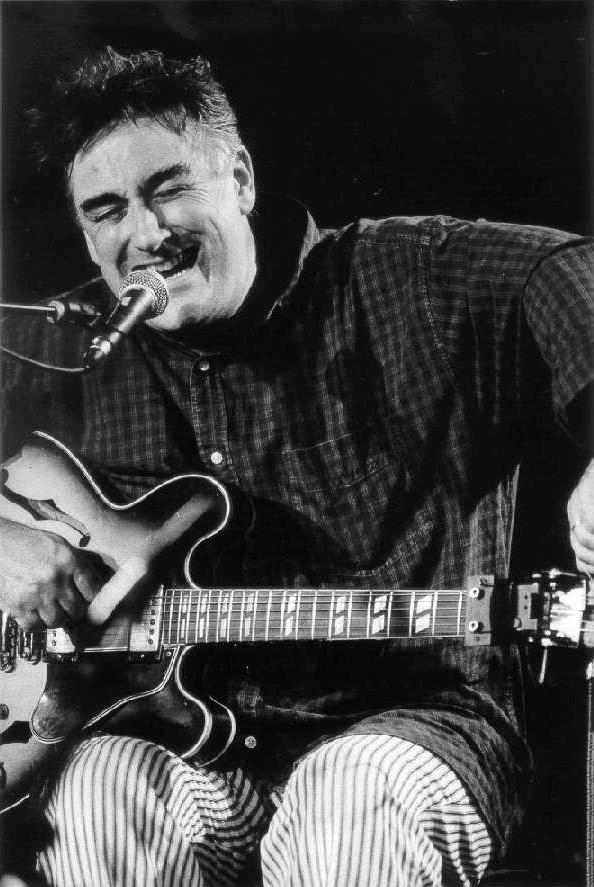
Fred Frith Juni 1998

Neben Kompositionen für Ballett, Film (z. B. Rivers and Tides) und Theater schrieb er u. a. für das Rova Saxophone Quartet, das ARTE Quartett, das Ensemble Modern (Traffic Continues), das Arditti Quartett und das niederländische Asko Ensemble. Er war von 1999 bis 2018 als Hochschullehrer am Mills College in Kalifornien tätig, wo er mit der Fotografin Heike Liss und seinen zwei Kindern Finn und Lucia lebt. Die deutschen Dokumentarfilmer Nicolas Humbert und Werner Penzel widmeten ihm den preisgekrönten Film Step Across the Border (1990).
Sein Bruder ist der Musiksoziologe Simon Frith.

## Lexikalische Einträge
- Wolf Kampmann (Hrsg.), unter Mitarbeit von Ekkehard Jost: Reclams Jazzlexikon. Reclam, Stuttgart 2003, ISBN 3-15-010528-5.